# Branchiocerianthus urceolus
Branchiocerianthus urceolus is een hydroïdpoliep uit de familie Corymorphidae. De poliep komt uit het geslacht Branchiocerianthus. Branchiocerianthus urceolus werd in 1898 voor het eerst wetenschappelijk beschreven door Mark. 